# Ел Прадо Естејтс (Аризона)
Ел Прадо Естејтс (енгл. El Prado Estates) насељено је место без административног статуса у америчкој савезној држави Аризона.

## Демографија
По попису из 2010. године број становника је 504.
| Група             | 2000.    | 2010.       |
| Белци             | 0 (0,0%) | 71 (14,1%)  |
| Афроамериканци    | 0 (0,0%) | 4 (0,8%)    |
| Азијати           | 0 (0,0%) | 6 (1,2%)    |
| Хиспаноамериканци | 0 (0,0%) | 426 (84,5%) |
| Укупно            | 0        | 504         |